# 桃园街道 (古交市)
桃园街道，是中华人民共和国山西省太原市古交市下辖的一个乡镇级行政单位。

## 行政区划
桃园街道下辖以下地区：
腾飞路社区、当中街社区、千佛路社区、桃园路社区、青山路社区、郝家庄村、麻坪岭村、李家社村、梁庄村、高升村、石家河村和东大岭村。